# Klinek srebrny
Klinek srebrny (Clinitrachus argentatus) – gatunek monotypowy  morskiej ryby z rodziny ślizgowatych (Blenniidae).

## Występowanie
Występuje w zachodnich rejonach Morza Śródziemnego i w Adriatyku.
Ryba żyjąca w płytkich wodach przy skalistych brzegach, prowadzi osiadły tryb życia w strefie wzrostu glonorostów.

## Opis
Dorasta maksymalnie do 10 cm. Ciało wydłużone, bocznie spłaszczone. Pysk spiczasty. Ciało pokryte drobna łuską głęboko osadzoną w skórze. Dwie płetwy grzbietowe pierwsza mała, trójkątna podparta 3 twardymi promieniami, druga długa o jednakowej wysokości podparta 25–28 twardymi i 3–4 miękkimi promieniami. Płetwa odbytowa podparta 2 twardy i 18–20 miękkimi promieniami. Płetwy piersiowa duża, silna, wachlarzowata. Płetwy brzuszne nitkowate. Płetwa ogonowa zaokrąglona.
Ubarwienie w zależności od miejsca występowania czarne, oliwkowe, fioletowe i brązowe, boki jaśniejsze ze srebrzyście opalizującymi plamami.

## Odżywianie
Odżywia się drobnymi zwierzętami żyjącymi wśród glonów porastających skały.

## Rozród
Tarło odbywa się wczesnym latem. Ikra składana w gniazdach zbudowanych przez samca z kawałków glonów, do takiego gniazda składa ikrę kilka samic. Gniazdem opiekuje się samiec.